# Linjebok
Linjebok är ett dokument, som beskriver en järnvägslinje och "innehåller uppgifter som tåg- och banpersonal behöver i sitt dagliga arbete" enligt Trafikverket som i Sverige är utgivare (BVF 646.1-8).

## Innehåll
Den största delen av Linjeboken utgörs av linjebeskrivningen, som är en förteckning över driftplatser, signaler och tavlor. Linjeboken innehåller dessutom föreskrifter, instruktioner för ombordansvarig, hastighetsuppgifter (STH), tillåtna vikter (STAX), lastprofil  och uppgifter för telefonering (GSM-R).
I Sverige är linjeboken är indelad i åtta avsnitt - ett för varje driftledningsområde. Vid färd ska Linjeboken finnas i förarhytten.